# Dovadola
Dovàdola (Dvêdla in romagnolo) è un comune italiano di 1 570 abitanti della provincia di Forlì-Cesena in Emilia-Romagna. Il centro abitato è situato a circa venti chilometri dal capoluogo Forlì, nella valle del fiume Montone.

## Storia
Probabilmente la posizione del paese fu scelta per l'esistenza di due guadi a poca distanza l'uno dall'altro nel fiume Montone. L'abitato sorse su una rupe che sovrasta il fiume.
Nella vallata si riscontra la presenza umana sin dalla preistoria. La presenza di un insediamento di epoca romana è testimoniata da ritrovamenti di tombe romane e monete.
Tra VIII e IX secolo l'arcivescovo di Ravenna, che dominava tutta l'area dalla Toscana al Po, fece costruire la prima rocca sullo spuntone roccioso che domina il paese.
Nel XIII secolo divenne conte di Dovadola Marcovaldo (Markward) dei conti Guidi, figlio di Guido Guerra III, capostipite della famiglia per nomina dell'imperatore Enrico IV. Per ordine di Marcovaldo il castello fu ampliato: nuova cinta muraria, bastioni e palazzo signorile.
Nel 1255, il conte Ruggero, figlio e successore di Marcovaldo, e il Comune di Dovadola, si affidarono al Comune di Forlì con un apposito un atto di accomandigia.
Nel 1405 i Guidi cedettero il feudo alla Repubblica di Firenze, che allargò nel tempo i propri domini in Romagna (Romagna toscana). Dovadola seguì le vicende di Firenze fino all'annessione al Regno di Sardegna (marzo 1860).
Con la fondazione del Regno d'Italia fu assegnata alla Provincia di Firenze.
Solamente nel 1923 Dovadola, insieme alla maggior parte dei comuni della Romagna toscana, venne accorpata alla Provincia di Forlì.

### Simboli
Il gonfalone è un drappo di azzurro.

## Monumenti e luoghi d'interesse

### Chiesa di Sant'Andrea
Sorge su un'altura oltre il fiume Montone. Fondata dai monaci cluniacensi prima dell'anno Mille, la prima menzione risale all'anno 1116. Nel XV secolo la chiesa venne restaurata assumendo l'aspetto, in stile rinascimentale toscano, che conserva tuttora. Nell'edificio si possono ammirare interessanti affreschi del '500 e pregevoli dipinti del XVI secolo di scuola romagnola e bolognese. La chiesa conserva le spoglie della Beata dovadolese Benedetta Bianchi Porro ed è meta di pellegrinaggi.

### Eremo di Montepaolo
Sorge nei pressi di un antico monastero che ospitò Sant'Antonio da Padova per quasi un anno, dal maggio 1221 al marzo 1222. Nel 1629 si verificò una guarigione miracolosa, che venne attribuita al santo. Fu edificato un eremo, che esiste tuttora, ricostruito interamente nel 1908 dopo un improvviso crollo.

### Mura urbane
Nella parte nord del centro storico, nell'isolato compreso tra le vie Garibaldi e Ranieri Biscia a sud e Carbonaie a nord, si possono osservare imponenti resti della cinta muraria tre-quattrocentesca tra cui tre grosse torri circolari (al giorno d'oggi sono parzialmente inglobate in case di abitazione).

### Rocca

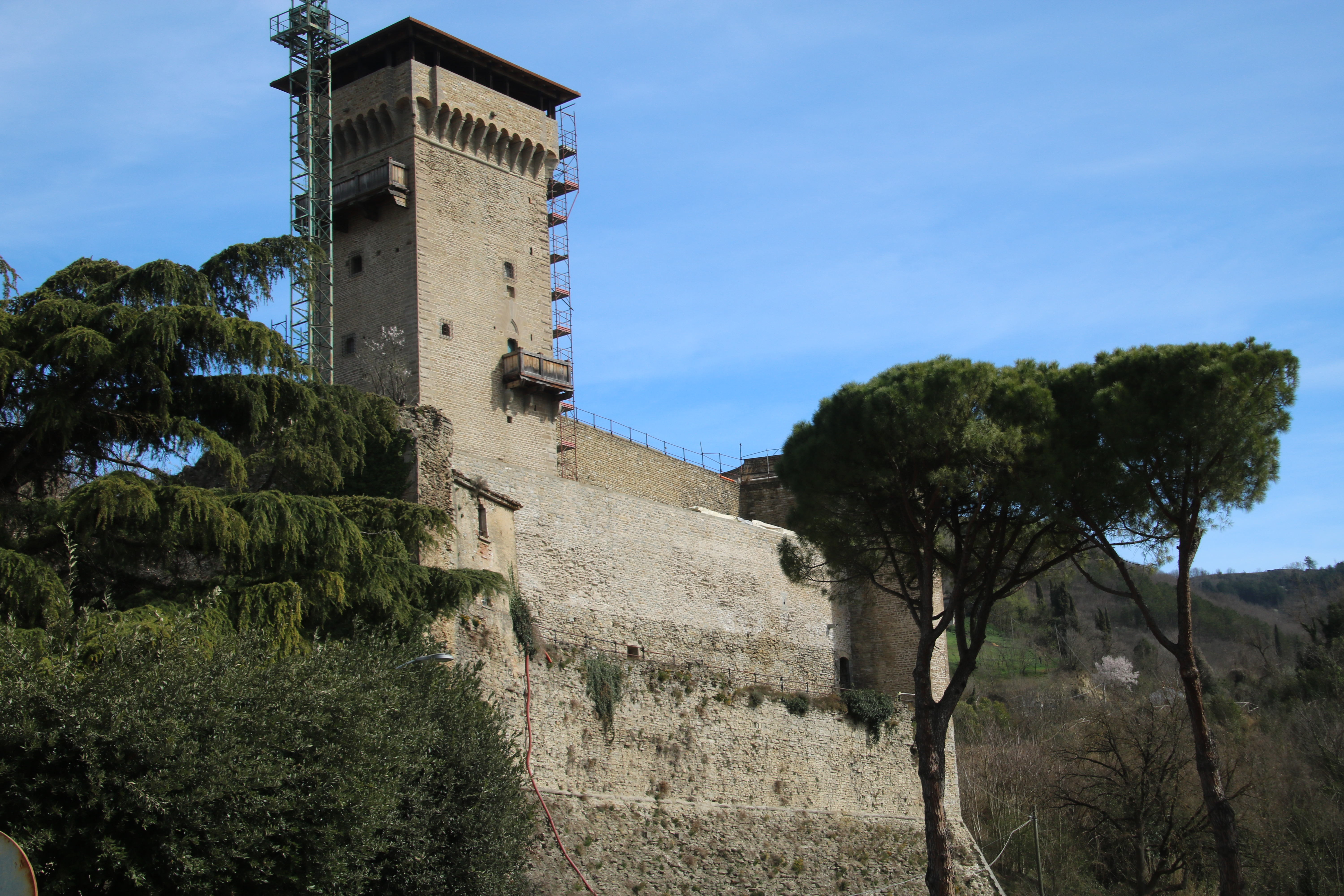
Rocca di Dovadola

La Rocca dei Conti Guidi o Rocca di Dovadola è già attestata nel 1021. Si erge in prossimità di baluardi longobardi che sorvegliavano le zone in prossimità dei territori bizantini.

## Società

### Evoluzione demografica
Abitanti censiti

### Etnie e minoranze straniere
Secondo i dati ISTAT al 31 dicembre 2009 la popolazione straniera residente era di 186 persone. Le nazionalità maggiormente rappresentate in base alla loro percentuale sul totale della popolazione residente erano:
- Repubblica di Macedonia 49 2,85%
- Burkina Faso 24 1,40%
- Romania 23 1,34%
- Albania 19 1,11%

### Religione
Nella zona è tuttora vivo il culto di sant'Antonio di Padova. Oggi Dovadola è una delle tappe del cammino di Sant'Antonio, che parte dalla Basilica del Santo a Padova e si conclude al santuario della Verna.

## Economia

### Artigianato
Per quanto riguarda l'artigianato, Dovadola è rinomata soprattutto per la lavorazione del peltro.

## Amministrazione

### Cronologia sindaci

#### Sindaci dal 1860 al 1926
| Periodo       | Periodo        | Primo cittadino           | Partito | Carica                  | Note             |
| ------------- | -------------- | ------------------------- | ------- | ----------------------- | ---------------- |
| Novembre 1866 | Novembre 1870  | Giuseppe Zauli            |         | Sindaco                 |                  |
| Novembre 1870 | Giugno 1899    | Vincenzo Grecchi          |         | Sindaco                 |                  |
| Luglio 1899   | Gennaio 1911   | Romualdo Blanc Tassinari  |         | Sindaco                 |                  |
|               |                |                           |         | Sindaco                 |                  |
| Dicembre 1912 | Agosto 1914    | Michele Mantellini        |         | Sindaco                 | facente funzioni |
| Agosto 1914   | Agosto 1917    | Giuseppe Gurioli          |         | Sindaco                 |                  |
| Agosto 1917   | Settembre 1917 | Geremia Zauli             |         | Sindaco                 |                  |
|               |                |                           |         | Sindaco                 |                  |
| Giugno 1918   | Settembre 1920 | Michele Mantellini        |         | Sindaco                 | facente funzioni |
| Ottobre 1920  | Marzo 1922     | Domenico Laghi            |         | Sindaco                 |                  |
| Marzo 1922    |                | Antonio Giovanni Pierotti |         | Commissario prefettizio |                  |
| Marzo 1922    | Aprile 1922    | Antonio Predoli           |         | Sindaco                 | facente funzioni |
| Maggio 1922   | Settembre 1922 | Luigi Zauli               |         | Sindaco                 | facente funzioni |
| Ottobre 1922  | Ottobre 1923   | Gaetano Pietrarperplia    |         | Commissario prefettizio |                  |
| Ottobre 1923  | Novembre 1924  | Alberto Blanc Tassinari   |         | Commissario prefettizio |                  |
| Dicembre 1924 | Luglio 1926    | Carlo Cagnani             |         | Commissario prefettizio |                  |

#### Podestà dal 1926 al 1944
| Periodo        | Periodo        | Primo cittadino          | Partito | Carica                  | Note |
| -------------- | -------------- | ------------------------ | ------- | ----------------------- | ---- |
| Luglio 1926    | Maggio 1928    | Carlo Cagnani            |         | Podestà                 |      |
| Maggio 1928    | Ottobre 1928   | Guglielmo Zanolli        |         | Commissario prefettizio |      |
| Ottobre 1928   | Maggio 1929    | Paolo Ravagli            |         | Commissario prefettizio |      |
| Maggio 1929    | Dicembre 1930  | Paolo Ravagli            |         | Podestà                 |      |
|                |                |                          |         | Sindaco                 |      |
| Marzo 1932     | Agosto 1932    | Saverio De Luca          |         | Commissario prefettizio |      |
| Settembre 1932 | Marzo 1933     | Ginevrino Giammarchi     |         | Commissario prefettizio |      |
| Aprile 1933    | Ottobre 1936   | Ginevrino Giammarchi     |         | Podestà                 |      |
| Novembre 1936  | Luglio 1938    | Giovanni Nocchi          |         | Commissario prefettizio |      |
| Luglio 1938    | Aprile 1939    | Giuseppe Blanc Tassinari |         | Commissario prefettizio |      |
| Maggio 1939    | Febbraio 1941  | Giuseppe Blanc Tassinari |         | Podestà                 |      |
| Marzo 1941     | Novembre 1941  | Alberto Blanc Tassinari  |         | Commissario prefettizio |      |
| Dicembre 1941  | Novembre 1942  | Giuseppe Blanc Tassinari |         | Podestà                 |      |
| Novembre 1942  | Settembre 1943 | Renato Cima              |         | Commissario prefettizio |      |
| Settembre 1943 | Novembre 1943  | Amedeo M. Perugini       |         | Commissario prefettizio |      |
| Novembre 1943  | Aprile 1944    | Ubaldo Giammarchi        |         | Commissario prefettizio |      |
| Maggio 1944    | Agosto 1944    | Auro Lefebre             |         | Commissario prefettizio |      |
| Ottobre 1944   | Novembre 1944  | Diego Leroni             |         | Commissario prefettizio |      |

#### Dal novembre 1944 ad oggi
| Primo cittadino     | Partito | Partito                    | Giunta/Coalizione | Giunta/Coalizione | Mandato          | Mandato          | Elezione |
| Primo cittadino     | Partito | Partito                    | Giunta/Coalizione | Giunta/Coalizione | Inizio           | Fine             | Elezione |
| ------------------- | ------- | -------------------------- | ----------------- | ----------------- | ---------------- | ---------------- | -------- |
| Giovanni Ragazzini  |         |                            |                   |                   | Novembre 1944    | Dicembre 1960    |          |
| Francesco Vaudano   |         |                            |                   |                   | Novembre 1960    | Dicembre 1964    |          |
| Angiolo Giannelli   |         |                            |                   |                   | Dicembre 1964    | Giugno 1970      |          |
| Gino Magrini        |         | Partito Comunista Italiano |                   |                   | Giugno 1970      | 25 maggio 1990   |          |
| Carlo Giannelli     |         | Democrazia Cristiana       |                   |                   | 25 maggio 1990   | 24 aprile 1995   |          |
| Luigi Toledo        |         | Lista civica               |                   |                   | 24 aprile 1995   | 26 febbraio 1998 |          |
| Antonio Giannelli   |         | Commissario prefettizio    |                   |                   | 26 febbraio 1998 | 25 maggio 1998   |          |
| Luigi Toledo        |         | Lista civica               |                   |                   | 25 maggio 1998   | 28 maggio 2002   |          |
| Mario Giorgi        |         | Centro-sinistra            |                   |                   | 28 maggio 2002   | 29 maggio 2007   |          |
| Carlo Adamczyk      |         | Lista civica               |                   |                   | 29 maggio 2007   | 7 maggio 2012    |          |
| Gabriele Zelli      |         | Partito Democratico        |                   |                   | 21 maggio 2012   | 12 giugno 2017   |          |
| Francesco Tassinari |         | Lista civica               |                   |                   | 12 giugno 2017   | in carica        |          |